# Thụy Thân vương
Hòa Thạc Thụy Thân vương (chữ Hán: 和碩瑞親王, tiếng Mãn: ᡥᠣᡧᠣᡳ 
ᠰᠠᠪᡳᠩᡤᠠ 
ᠴᡳᠨ ᠸᠠᠩ, Möllendorff: Hošoi sabingga cin wang) là tước vị Thân vương truyền đời của nhà Thanh trong lịch sử Trung Quốc.

## Khái quát
Thủy tổ của Thụy vương phủ là Miên Hân - Hoàng tứ tử của Gia Khánh Đế, mẹ là Hiếu Hòa Duệ Hoàng hậu. Năm Gia Khánh thứ 24 (1819), Miên Hân được phong làm Thụy Thân vương. Phong hiệu của Thụy vương phủ từng đổi thành "Đoan" trong thời Quang Tự, về sau lại đổi về phong hiệu "Thụy".
Vì Thụy vương phủ không phải Thiết mạo tử vương nên các đời sau tập tước đều lần lượt bị hàng xuống một bậc. Tổng cộng truyền qua 3 thế hệ với 4 người tập tước.

### Ý nghĩa phong hiệu
Phong hiệu của Miên Hân là 「Thụy」, có Mãn văn là 「sabingga」, ý nghĩa là "Điềm lành", "Thông minh". Về sau phong thụy sửa thành 「Đoan」, có Mãn văn là 「tab」, ý nghĩa là "Chính".
Đáng lưu ý là, Đoan Thân vương vốn là Thụy Thân vương, bởi vì sai lầm lúc truyền chỉ mà đọc nhầm "Thụy" thành "Đoan" mới trở thành Đoan Thân vương. Vì đã sai chữ Hán nên cũng phải sửa đổi luôn phiên dịch Mãn văn. Mãn văn của "Đoan" thường dùng là 「tob」, nhưng triều đình đã có một 「top cin wang」, chính là Thiết mạo tử vương Trang Thân vương. Vì vậy cuối cùng phong hiệu Mãn văn của Đoan Thân vương sửa lại thành 「tab」. Trong Mãn văn, 「tab」và 「tob」có ý nghĩa tương đồng nhau, đều có nghĩa là "Chính". Chỉ là 「tab」ít được sử dụng, thông thường đều là đứng liền với 「tob」trở thành 「tob tab」, ý chỉ "Đoan chính".

### Chi hệ
Miên Hân qua đời khi mới 24 tuổi, chỉ có độc nhất một con trai là Dịch Chí sinh vào năm Đạo Quang thứ 7 (1827), mất năm thứ 30 (1850) khi cũng 24 tuổi, nhưng lại không có con trai. Vì vậy Thụy vương phủ đến năm Đạo Quang thứ 30 thì tuyệt tự.
Tương tự với Đôn vương phủ, Thụy vương phủ cũng trải qua thời kỳ 10 năm tuyệt tự. Đến năm Hàm Phong thứ 10 (1860), Hàm Phong Đế cho một người con của Đôn Cần Thân vương Dịch Thông là Tái Y quá kế làm con thừa tự Dịch Chí, tập tước Thụy vương phủ. Tuy nhiên đến năm Quang Tự thứ 26 (1900), vì vấn đề Nghĩa Hòa đoàn mà Tái Y bị cách tước, 2 năm sau thì trả về lại tông chi Đôn vương phủ, đồng thời người thay thế Tái Y thừa tự Thụy vương phủ là Tái Tuần - con trai thứ sáu của Thuần Hiền Thân vương Dịch Hoàn. Vì vậy đến cuối cùng, tông chi của Thụy vương phủ là do hậu duệ của Thuần vương phủ kế thừa.

### Địa vị
Bởi vì Miên Hân và Dịch Chí đều mất sớm, "cảm giác tồn tại" của Thụy vương phủ trong số các Cận phái Tông chi cũng không cao. Tương đối đặc thù chính là, con trai của Tái Y là Phổ Tuấn đã từng lấy danh phận "Đại A ca", chuẩn bị nhập tự đại thống, nhưng cũng từ sự thất thế của Tái Y mà sự việc lập tự này không thành.

### Kỳ tịch
Sau khi Thụy vương phủ nhập kỳ, được phân vào Hữu dực Cận chi Tương Hồng kỳ đệ nhất tộc, cùng Kỳ tịch với Tuần vương phủ (hậu duệ Vĩnh Chương), Vinh vương phủ (hậu duệ Vĩnh Kỳ) và Ẩn vương phủ (hậu duệ Dịch Vĩ).

### Phủ đệ
Thụy Thân vương phủ nằm ở cổng Tây của Đông Quan Viên, thuộc khu Đông Thành, nguyên là Quả Thân vương phủ của Dận Lễ. Những năm đầu Đạo Quang, Đạo Quang Đế đem phủ này ban cho Miên Hân, đến năm thứ 3 (1823) lại phụng Hiếu Hòa Duệ Hoàng hậu đến phủ.
Năm Quang Tự thứ 26 (1900), Liên quân tám nước đánh vào Kinh thành, đem phủ này thiêu hủy.
Về sau Đại tông Tái Tuần chuyển đến phủ đệ ở số 110 đường lớn Tây Đan Bắc, chính là nơi gọi là "Tuần Bối lặc phủ". Đến những năm Dân Quốc, Tái Tuần đem bán phủ đệ này đi, đến nay còn giữ lại được những kiến trúc cơ bản.

### Viên tẩm
Mộ phần của Miên Hân nằm ở Phúc Điền tự trên Thạch Cảnh sơn, tục xưng "Thụy vương phần" hoặc "Tứ gia phần". Năm 1931 bị trộm, năm 1940 các kiến trúc trên mặt đất bị dỡ bỏ. Hiện nay chỉ còn địa cung và Bi đình.
Mộ phần của Miên Chí nằm ở Hải Điện miêu phố, tục xưng "Thụy vương phần" hoặc "Lục gia phần", nhìn theo hướng Tây - Đông. Năm 1937 bị trộm, hiện nay không còn gì.

## Thụy Thân vương
1. Thụy Hoài Thân vương Miên Hân
1805 - 1819 - 1828
2. Thụy Mẫn Quận vương Dịch Chí
1827 - 1828 - 1850
3. Dĩ cách Đoan quận vương Tái Y
1856 - 1861 - 1900 - 1922
4. Bối lặc (hàm Quận vương) Tái Tuần
1885 - 1902 - 1949

## Phả hệ Thụy Thân vương
- - Thụy Thân vương
- - Hoàng đế

|                                                               |                                                               | Quá kế                                                        |                                                               |                                                               |                                                               |  |  |                                                      |                                                      |                                                      |                                                      |                                                      |                                                      |  |  |                                                        |                                                        |                                                        |                                                        |                                                        |                                                        |  |  |  |  |  |  |  |  |  |  |  |  |  |  |  |  |  |  |
|                                                               |                                                               |                                                               |                                                               |                                                               |                                                               |  |  |                                                      |                                                      |                                                      |                                                      |                                                      |                                                      |  |  |                                                        |                                                        |                                                        |                                                        |                                                        |                                                        |  |  |  |  |  |  |  |  |  |  |  |  |  |  |  |  |  |  |
|                                                               |                                                               |                                                               |                                                               |                                                               |                                                               |  |  |                                                      |                                                      |                                                      |                                                      |                                                      |                                                      |  |  |                                                        |                                                        |                                                        |                                                        |                                                        |                                                        |  |  |  |  |  |  |  |  |  |  |  |  |  |  |  |  |  |  |
|                                                               |                                                               |                                                               |                                                               |                                                               |                                                               |  |  |                                                      |                                                      |                                                      |                                                      |                                                      |                                                      |  |  |                                                        |                                                        |                                                        |                                                        |                                                        |                                                        |  |  |  |  |  |  |  |  |  |  |  |  |  |  |  |  |  |  |
| Đạo Quang Đế Mân Ninh                                         | Đạo Quang Đế Mân Ninh                                         | Đạo Quang Đế Mân Ninh                                         | Đạo Quang Đế Mân Ninh                                         | Đạo Quang Đế Mân Ninh                                         | Đạo Quang Đế Mân Ninh                                         |  |  |                                                      |                                                      |                                                      |                                                      |                                                      |                                                      |  |  | Thụy Hoài Thân vương Miên Hân 1805 - 1819 - 1828       | Thụy Hoài Thân vương Miên Hân 1805 - 1819 - 1828       | Thụy Hoài Thân vương Miên Hân 1805 - 1819 - 1828       | Thụy Hoài Thân vương Miên Hân 1805 - 1819 - 1828       | Thụy Hoài Thân vương Miên Hân 1805 - 1819 - 1828       | Thụy Hoài Thân vương Miên Hân 1805 - 1819 - 1828       |  |  |  |  |  |  |  |  |  |  |  |  |  |  |  |  |  |  |
| Đạo Quang Đế Mân Ninh                                         | Đạo Quang Đế Mân Ninh                                         | Đạo Quang Đế Mân Ninh                                         | Đạo Quang Đế Mân Ninh                                         | Đạo Quang Đế Mân Ninh                                         | Đạo Quang Đế Mân Ninh                                         |  |  |                                                      |                                                      |                                                      |                                                      |                                                      |                                                      |  |  | Thụy Hoài Thân vương Miên Hân 1805 - 1819 - 1828       | Thụy Hoài Thân vương Miên Hân 1805 - 1819 - 1828       | Thụy Hoài Thân vương Miên Hân 1805 - 1819 - 1828       | Thụy Hoài Thân vương Miên Hân 1805 - 1819 - 1828       | Thụy Hoài Thân vương Miên Hân 1805 - 1819 - 1828       | Thụy Hoài Thân vương Miên Hân 1805 - 1819 - 1828       |  |  |  |  |  |  |  |  |  |  |  |  |  |  |  |  |  |  |
|                                                               |                                                               |                                                               |                                                               |                                                               |                                                               |  |  |                                                      |                                                      |                                                      |                                                      |                                                      |                                                      |  |  |                                                        |                                                        |                                                        |                                                        |                                                        |                                                        |  |  |  |  |  |  |  |  |  |  |  |  |  |  |  |  |  |  |
| Đôn Cần Thân vương Dịch Thông 1831 - 1889                     | Đôn Cần Thân vương Dịch Thông 1831 - 1889                     | Đôn Cần Thân vương Dịch Thông 1831 - 1889                     | Đôn Cần Thân vương Dịch Thông 1831 - 1889                     | Đôn Cần Thân vương Dịch Thông 1831 - 1889                     | Đôn Cần Thân vương Dịch Thông 1831 - 1889                     |  |  | Thuần Hiền Thân vương Dịch Hoàn 1840 - 1891          | Thuần Hiền Thân vương Dịch Hoàn 1840 - 1891          | Thuần Hiền Thân vương Dịch Hoàn 1840 - 1891          | Thuần Hiền Thân vương Dịch Hoàn 1840 - 1891          | Thuần Hiền Thân vương Dịch Hoàn 1840 - 1891          | Thuần Hiền Thân vương Dịch Hoàn 1840 - 1891          |  |  | Thụy Mẫn Quận vương Dịch Chí (奕誌) 1827 - 1828 - 1850 | Thụy Mẫn Quận vương Dịch Chí (奕誌) 1827 - 1828 - 1850 | Thụy Mẫn Quận vương Dịch Chí (奕誌) 1827 - 1828 - 1850 | Thụy Mẫn Quận vương Dịch Chí (奕誌) 1827 - 1828 - 1850 | Thụy Mẫn Quận vương Dịch Chí (奕誌) 1827 - 1828 - 1850 | Thụy Mẫn Quận vương Dịch Chí (奕誌) 1827 - 1828 - 1850 |  |  |  |  |  |  |  |  |  |  |  |  |  |  |  |  |  |  |
| Đôn Cần Thân vương Dịch Thông 1831 - 1889                     | Đôn Cần Thân vương Dịch Thông 1831 - 1889                     | Đôn Cần Thân vương Dịch Thông 1831 - 1889                     | Đôn Cần Thân vương Dịch Thông 1831 - 1889                     | Đôn Cần Thân vương Dịch Thông 1831 - 1889                     | Đôn Cần Thân vương Dịch Thông 1831 - 1889                     |  |  | Thuần Hiền Thân vương Dịch Hoàn 1840 - 1891          | Thuần Hiền Thân vương Dịch Hoàn 1840 - 1891          | Thuần Hiền Thân vương Dịch Hoàn 1840 - 1891          | Thuần Hiền Thân vương Dịch Hoàn 1840 - 1891          | Thuần Hiền Thân vương Dịch Hoàn 1840 - 1891          | Thuần Hiền Thân vương Dịch Hoàn 1840 - 1891          |  |  | Thụy Mẫn Quận vương Dịch Chí (奕誌) 1827 - 1828 - 1850 | Thụy Mẫn Quận vương Dịch Chí (奕誌) 1827 - 1828 - 1850 | Thụy Mẫn Quận vương Dịch Chí (奕誌) 1827 - 1828 - 1850 | Thụy Mẫn Quận vương Dịch Chí (奕誌) 1827 - 1828 - 1850 | Thụy Mẫn Quận vương Dịch Chí (奕誌) 1827 - 1828 - 1850 | Thụy Mẫn Quận vương Dịch Chí (奕誌) 1827 - 1828 - 1850 |  |  |  |  |  |  |  |  |  |  |  |  |  |  |  |  |  |  |
|                                                               |                                                               |                                                               |                                                               |                                                               |                                                               |  |  |                                                      |                                                      |                                                      |                                                      |                                                      |                                                      |  |  |                                                        |                                                        |                                                        |                                                        |                                                        |                                                        |  |  |  |  |  |  |  |  |  |  |  |  |  |  |  |  |  |  |
| Dĩ cách Đoan Quận vương Tái Y (載漪) 1856 - 1861 - 1900 -1922 | Dĩ cách Đoan Quận vương Tái Y (載漪) 1856 - 1861 - 1900 -1922 | Dĩ cách Đoan Quận vương Tái Y (載漪) 1856 - 1861 - 1900 -1922 | Dĩ cách Đoan Quận vương Tái Y (載漪) 1856 - 1861 - 1900 -1922 | Dĩ cách Đoan Quận vương Tái Y (載漪) 1856 - 1861 - 1900 -1922 | Dĩ cách Đoan Quận vương Tái Y (載漪) 1856 - 1861 - 1900 -1922 |  |  | Bối lặc (hàm Quận vương) Tái Tuần 1885 - 1902 - 1949 | Bối lặc (hàm Quận vương) Tái Tuần 1885 - 1902 - 1949 | Bối lặc (hàm Quận vương) Tái Tuần 1885 - 1902 - 1949 | Bối lặc (hàm Quận vương) Tái Tuần 1885 - 1902 - 1949 | Bối lặc (hàm Quận vương) Tái Tuần 1885 - 1902 - 1949 | Bối lặc (hàm Quận vương) Tái Tuần 1885 - 1902 - 1949 |  |  |                                                        |                                                        |                                                        |                                                        |                                                        |                                                        |  |  |  |  |  |  |  |  |  |  |  |  |  |  |  |  |  |  |
| Dĩ cách Đoan Quận vương Tái Y (載漪) 1856 - 1861 - 1900 -1922 | Dĩ cách Đoan Quận vương Tái Y (載漪) 1856 - 1861 - 1900 -1922 | Dĩ cách Đoan Quận vương Tái Y (載漪) 1856 - 1861 - 1900 -1922 | Dĩ cách Đoan Quận vương Tái Y (載漪) 1856 - 1861 - 1900 -1922 | Dĩ cách Đoan Quận vương Tái Y (載漪) 1856 - 1861 - 1900 -1922 | Dĩ cách Đoan Quận vương Tái Y (載漪) 1856 - 1861 - 1900 -1922 |  |  | Bối lặc (hàm Quận vương) Tái Tuần 1885 - 1902 - 1949 | Bối lặc (hàm Quận vương) Tái Tuần 1885 - 1902 - 1949 | Bối lặc (hàm Quận vương) Tái Tuần 1885 - 1902 - 1949 | Bối lặc (hàm Quận vương) Tái Tuần 1885 - 1902 - 1949 | Bối lặc (hàm Quận vương) Tái Tuần 1885 - 1902 - 1949 | Bối lặc (hàm Quận vương) Tái Tuần 1885 - 1902 - 1949 |  |  |                                                        |                                                        |                                                        |                                                        |                                                        |                                                        |  |  |  |  |  |  |  |  |  |  |  |  |  |  |  |  |  |  |
|                                                               |                                                               |                                                               |                                                               |                                                               |                                                               |  |  | Phổ Quang (溥侊) 1904 - ?                            |                                                      |                                                      |                                                      |                                                      |                                                      |  |  |                                                        |                                                        |                                                        |                                                        |                                                        |                                                        |  |  |  |  |  |  |  |  |  |  |  |  |  |  |  |  |  |  |